# Culture Beat
Culture Beat ist eine deutsche Eurodance-Band, die (in wechselnder Besetzung) besonders zwischen Frühjahr 1993 und Herbst 1998 große Charterfolge erzielen konnte. In dieser Zeit konnte die Band international mehr als 10 Millionen Platten verkaufen.

## Bandgeschichte
Die Band wurde 1989 von Torsten Fenslau ins Leben gerufen. Die erste Single Der Erdbeermund enthielt noch gesprochene Vocals von Jo van Nelsen, bei den nachfolgenden Produktionen für das Album Horizon setzte man aber auf das Konzept „Rapper und Sängerin“, wobei man Jay Supreme als Rapper gewinnen konnte und Lana Earl als Sängerin. Größter Hit dieser Besetzung war I Like You.
Für das Mitte 1993 erschienene zweite Album Serenity änderte sich die Besetzung erneut: Rapper blieb Jay Supreme, aber als Sängerin war nun Tania Evans im Studio. Gleich mit der ersten Auskopplung gelang Culture Beat ihr bis dato größter Hit: Mr. Vain (Text: Nosie Katzmann und Jay Supreme, Komponist: Nosie Katzmann und Steven Levis) wurde in 13 Ländern Nummer 1 in den Charts. 
Nach Veröffentlichung der Nachfolgesingle Got to Get It starb der Produzent Torsten Fenslau bei einem Autounfall in der Gegend um Darmstadt, wo er damals seinen Wohnsitz hatte. Sein Bruder Frank übernahm seine Arbeit und veröffentlichte im Herbst 1995 ein weiteres Album mit Jay Supreme und Tania Evans, das Inside Out hieß. Frank Fenslau hatte bei Culture Beat auf diesem Album allerdings keine Produzententätigkeit, sondern übernahm mehr die Aufgaben eines Managers. Produziert wurde das Album derweil von fünf verschiedenen Produzententeams. Inside Out wurde erneut sehr erfolgreich, kam aber nicht ganz an die Erfolge von Serenity heran.
Evans verließ das Projekt 1997 zugunsten einer Solokarriere. Nachdem sich Frank Fenslau Anfang 1998 auch von Supreme getrennt hatte, erschien das vierte Album Metamorphosis im Frühsommer des Jahres unter abermals neuer Besetzung: Kim Sanders, die einige Jahre zuvor mit Torsten Fenslau den Hit Show Me aufgenommen hatte, übernahm nun den Gesang. Der Sound von Culture Beat wurde für Metamorphosis einer Generalüberholung unterzogen und von Dance in Pop umgewandelt. Die Singles Pay No Mind, You Belong und vor allen Dingen Rendez-Vous waren im Airplay-Bereich weit erfolgreicher als in den Verkaufscharts, in denen sie erneut nicht an den Erfolg von Mr. Vain anknüpfen konnten.
Nach Metamorphosis trennte sich die Plattenfirma Sony von Culture Beat, woraufhin diese zu Eastwest wechselten. Dort erschien im Sommer 2001 die Single Insanity, diesmal mit Jacky Sangster am Mikrofon. Die Single war zwar in Deutschland kein großer Erfolg, erreichte aber Platz 1 in Israel, das geplante Album erschien nie.
Mitte 2003 gelang dann ein moderates Comeback: Mit einer Neuauflage von Mr. Vain – betitelt als Mr. Vain Recall – landeten Culture Beat erneut einen Top-10-Hit, sowohl in den Clubs als auch in den Verkaufscharts. Die Vocals stammten in der überarbeiteten Version aber nicht mehr von Tania Evans, sondern erneut von Jacky Sangster.

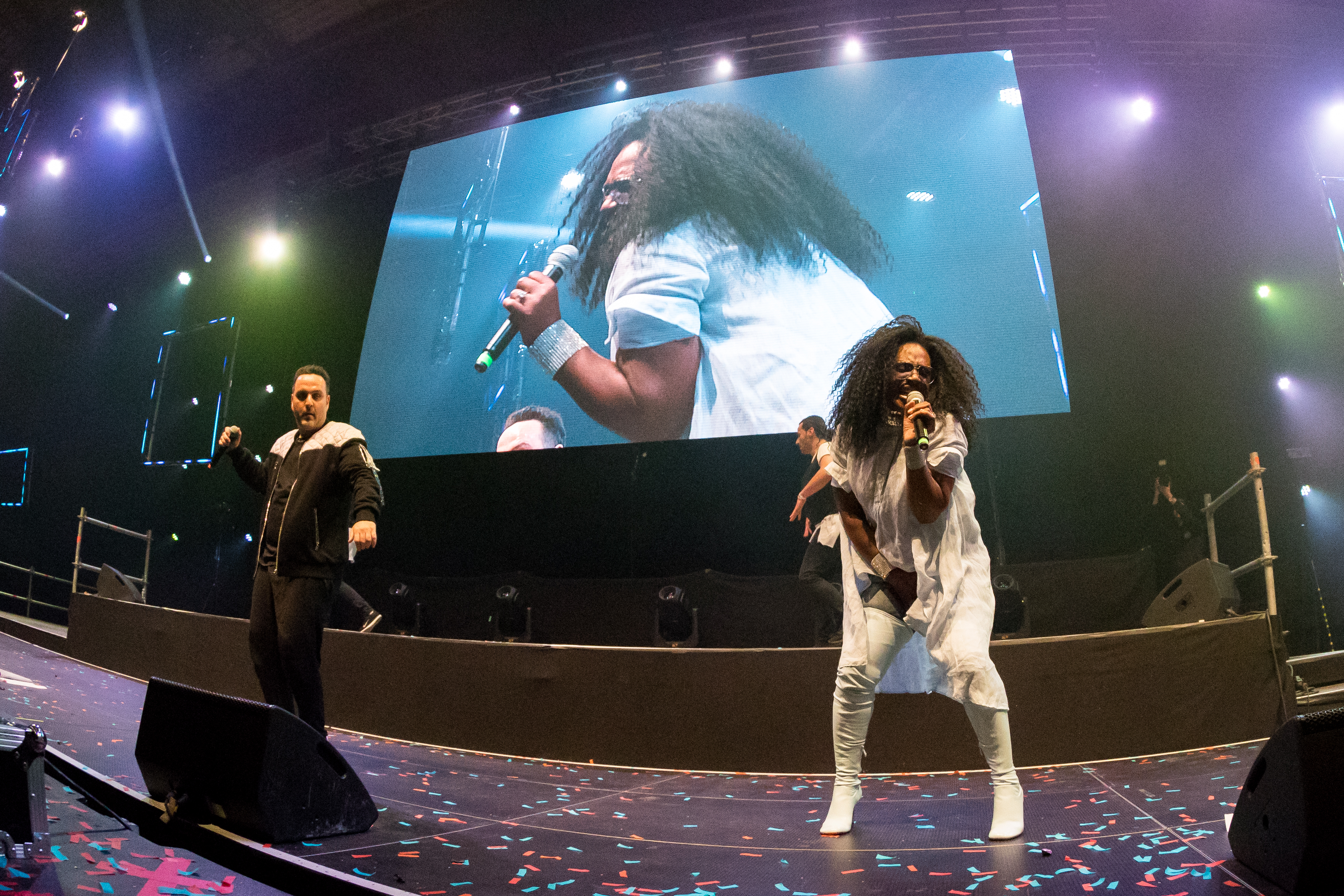
Culture Beat in Mannheim bei Sunshine live „Die 90er – Live on Stage“ (2017)

Kurz nach dem Erfolg der neuen Version veröffentlichte Sony Music ein Best-Of-Album mit den Originalversionen der Culture-Beat-Hits. Nach Mr. Vain Recall wurde es erneut ruhig um Culture Beat.
Anfang 2004 wurde eine Promo-Single mit dem Titel Can’t Go On Like This (No, No) verschickt, die ab Mitte des Jahres auf Vinyl und CD erhältlich war. Im April 2008 erschien die neue Promo-Maxi von Culture Beat, Your Love (ursprünglich geplant: I Love Culture Beat), die Mitte Mai Platz 1 der Dancecharts erreichte. 2013 folgte die CD The Loungin’ Side of von Culture Beat, auf der u. a. Akustikversionen früherer Hits zu hören sind.
Neben Jacky Sangster, die als Frontfrau von Culture Beat gilt, tritt in letzter Zeit auch vermehrt Tania Evans mit den ehemaligen Culture-Beat-Hits auf.

## Diskografie
Studioalben

| Jahr | Titel Musiklabel                      | Höchstplatzierung, Gesamtwochen, AuszeichnungChartplatzierungen (Jahr, Titel, Musiklabel, Platzierungen, Wochen, Auszeichnungen, Anmerkungen) | Höchstplatzierung, Gesamtwochen, AuszeichnungChartplatzierungen (Jahr, Titel, Musiklabel, Platzierungen, Wochen, Auszeichnungen, Anmerkungen) | Höchstplatzierung, Gesamtwochen, AuszeichnungChartplatzierungen (Jahr, Titel, Musiklabel, Platzierungen, Wochen, Auszeichnungen, Anmerkungen) | Höchstplatzierung, Gesamtwochen, AuszeichnungChartplatzierungen (Jahr, Titel, Musiklabel, Platzierungen, Wochen, Auszeichnungen, Anmerkungen) | Höchstplatzierung, Gesamtwochen, AuszeichnungChartplatzierungen (Jahr, Titel, Musiklabel, Platzierungen, Wochen, Auszeichnungen, Anmerkungen) | Anmerkungen                                              |
| Jahr | Titel Musiklabel                      | DE | AT | CH | UK | US | Anmerkungen                                              |
| ---- | ------------------------------------- | --- | --- | --- | --- | --- | -------------------------------------------------------- |
| 1991 | Horizon Dance Pool (Sony)             | — | — | — | — | — | Erstveröffentlichung: 8. März 1991                       |
| 1993 | Serenity Dance Pool (Sony)            | DE8 Gold · (46 Wo.)DE | AT7 Gold · (16 Wo.)AT | CH8 Gold · (24 Wo.)CH | UK13 Gold · (13 Wo.)UK | — | Erstveröffentlichung: 2. Juni 1993 Verkäufe: + 2.000.000 |
| 1995 | Inside Out Dance Pool (Sony)          | DE22 (29 Wo.)DE | AT34 (2 Wo.)AT | CH27 (6 Wo.)CH | — | — | Erstveröffentlichung: 3. November 1995                   |
| 1998 | Metamorphosis Columbia Records (Sony) | DE12 (10 Wo.)DE | — | CH37 (4 Wo.)CH | — | — | Erstveröffentlichung: 19. Juni 1998                      |

## Auszeichnungen
ECHO Pop
- 1994: in der Kategorie „Nationaler Künstler/-in oder Gruppe im Ausland“

RSH-Gold
- 1990: in der Kategorie „Newcomer National“[3]
- 1994: in der Kategorie „Dance Act des Jahres“[4]
- 1998: für die erfolgreichste deutsch produzierte Gruppe des Jahres[5]